# Dayton Metropolitans
Los Dayton Metropolitans fueron un equipo de baloncesto que jugó una temporada en la National Basketball League (NBL), competición antecesora de la actual NBA, con sede en la ciudad de Dayton (Ohio). Fue fundado en 1935.

## NBL
Los Metropolitans debutaron en la Midwest Basketball Conference, liga que posteriormente se convertiría en la NBL, en la temporada 1935-36, finalizando en la última posición de la División Este con 4 victorias y 6 derrotas. Dos años después, Dayton se unió a la recién creada NBL y disputó una temporada, terminando de nuevo en última posición de la División Oeste, con dos únicas victorias en 13 partidos. Debido a su pobre rendimiento, los Metropolitans desaparecieron al final de la campaña.

### Trayectoria
Nota: G: Partidos ganados P:Partidos perdidos 
| Temporada | Liga | G | P  | %    | Posición | División       | Play-offs       |
| --------- | ---- | - | -- | ---- | -------- | -------------- | --------------- |
| 1935-36   | MBC  | 4 | 6  | .400 | 4º       | División Este  | No se clasificó |
| 1937-38   | NBL  | 2 | 11 | .154 | 7º       | División Oeste | No se clasificó |